# 개그쇼 난생처음
《개그쇼 난생처음》은 2010년 11월 3일부터 2011년 2월 9일까지 MBC에서 수요일 밤 12시 35분에 방송되었다. 주로 콩트와 토크를 중심으로 구성된 개그 버라이어티 프로그램이다.
하지만, 밤 12시 35분 방송이라는 심야 프로그램의 시간적 특성을 극복하지 못한 채 5%대의 시청률로 고전을 면치 못했고 결국 11회 만에 막을 내렸다.

## 개요

### '1950'에서 '난생처음'으로
- '1950'은 앞서 방송되었던 웃음버라이어티 꿀단지의 제작비 5000만원에서 1950만원으로 제작비가 대폭 축소된 것을 뜻하는 '난생처음'의 가제이다. 헝그리 정신이 묻어나는 가제 '1950'에는 제작비 외에도 1950회까지 하겠다는 의지도 담겨있다고 한다.[2]
- 2010년 11월 3일 난생처음 새로운 형식의 코미디에 도전한다는 포부를 담아 '난생처음'이라는 타이틀로 방송되었다.[3]

## 출연자

### 고정 출연자
- 정형돈
- 길
- 호란
- 정주리
- 변기수

### 기타 출연자
김경진, 유상엽, 김완기, 황제성, 이국주

### 게스트
김종서, FT아일랜드, 레인보우, 2PM, 샤이니, SG워너비, 2AM, 비스트

## 캐릭터
- 호박사 (호란)

과테말라에서 여성 최초로 심리학 분야 노벨상을 수상했다. 코 밑에 난 점은 심리학 수양 중에 생긴 것이다. 많은 사람들이 점을 검버섯으로 착각하고 있다. 그녀가 흥분하거나 환자의 증상이 심각할수록 점이 점점 커진다고한다.
- 방삿갓 (김완기)

방랑 작곡가, 일명 '방상갓'이다. 기존의 곡을 교묘하게 바꿔 불러 자신이 만든 노래라 주장한다. 지금까지 앨범 237장, 곡 374,823,002 가량을 만들었다고 한다. 저작권료는 약 2천원 정도 받고있다. 자신이 좋아하거나 관심갖는 사람은 망하고 반대로 싫어하거나 무관심한 사람은 대박이 난다고한다.
- 길라니 (길)

## 결방
- 2010년 11월 18일 - 광저우 아시안게임 하이라이트 편성
- 2010년 11월 25일 - 광저우 아시안게임 하이라이트 편성